# Бјелишевац
Бјелишевац је насељено место у саставу града Кутјева, у западној Славонији, Република Хрватска.

## Историја
До нове територијалне организације налазило се у саставу бивше велике општине Славонска Пожега.

## Становништво
Најбројнија етничка заједница у селу су Чеси.
На попису становништва 2011. године, Бјелишевац је имао 112 становника.
| Националност       | 1991.       |
| Хрвати             | 41 (33,33%) |
| Срби               | 0           |
| Југословени        | 0           |
| остали и непознато | 82 (66,66%) |
| Укупно             | 123         |